# 合理的な疑い
合理的な疑い（ごうりてきなうたがい、英：reasonable doubt）とは、刑事訴訟において要求される証明の程度を表す際に用いられる用語である。合理的な疑問とも呼ばれる。

## 用法
日本の刑事訴訟において、裁判所が公訴事実を認定するには、当該事実につき「合理的な疑いを差し挟む余地のない程度の立証」あるいは「合理的な疑いを超える証明」が必要であるとされる。ここでいう「合理的な疑いを差し挟む余地がない」というのは、「反対事実が存在する疑いを全く残さない場合をいうものではなく、抽象的な可能性としては反対事実が存在するとの疑いをいれる余地があっても、健全な社会常識に照らして、その疑いに合理性がないと一般的に判断される場合には、有罪認定を可能とする趣旨である」とされる（高松封筒爆発事件の最判平成19年10月16日）。被疑者及び弁護側からみれば、無罪を主張する際には容疑について完全無実を証明する必要は無く、犯罪行為を行ったことについて合理的な疑いを示すことができればよいことになる。
戦後、英米法から導入された概念であり、アメリカでは、陪審員は「合理的な疑い」が排除されない限り、有罪の評決をしてはならないとされる。